# Ida Mettová
Ida Mettová (vlastním jménem Ida Gilmanová; 20. července 1901 Smarhoň, Ruské impérium – 27. června 1973 Paříž, Francie) byla ruská anarchistická spisovatelka. Byla aktivní členkou ruského anarchistického hnutí v Moskvě. Byla zatčena sovětskými autoritáři za podvratné aktivity. Brzy se jí však podařilo utéct. Z Ruska odletěla do Polska, později do Berlína a v roce 1926 nakonec do Paříže, kde se stala spoluvydavatelkou magazínu Dielo Truda.
V roce 1948 napsala Kronštadtskou Komunu, historii Kronštadtského povstání. Probudila tím diskuse ohledně událostí během povstání. Zemřela v Paříži 27. června 1973.

## Publikace
- The Kronstadt Commune (Kronštadtská Komuna) (1948)
- The Russian Peasant in the Revolution and Post Revolution (Ruský rolník v revoluci a porevolučním období) (1968)
- Medicine in the USSR (Medicína v SSSR) (1953)
- The Soviet School (Sovětská škola) (1954)